# Élections cantonales de 1945 dans la Mayenne
Les élections cantonales françaises de 1945 ont eu lieu les 23 septembre et 30 septembre.

## Contexte départemental
Le conseil général d'avant guerre était pour Robert Buron composé essentiellement de propriétaires et de médecins, était une assemblée de notables aux situations acquises. Plusieurs de ces élus sont déclarés inéligibles à la suite de l'avis consultatif du Comité départemental de libération de la Mayenne.
Pour cette campagne, le thème de la Résistance est complètement absent des programmes. La campagne électorale est peu active. Néanmoins le monde paysan se mobilise, car confronté à différents changements : changement syndicaux avec l'officialisation de la Confédération générale de l'agriculture en mars 1945, la question du métayage et le statut du fermage qui est un sujet important en Mayenne. Le ministre François Tanguy-Prigent va être à l'origine de la création du statut du fermage et du métayage (loi du 13 avril 1946). Ce statut, très protecteur des droits des paysans vis-à-vis de leurs propriétaires, est encore en vigueur aujourd'hui. Il change radicalement la donne entre les agriculteurs et les propriétaires.
Le radicalisant Francis Le Basser, résistant et déporté est confronté à une majorité conservatrice : il est élu au 3e tour avec l'appui du MRP. Il rejoindra le RPF en 1947.
Dans les membres du Comité départemental de libération de la Mayenne, Le Basser, Faligant, Drou et Mille sont élus. Bailly est membre du CLL de Montsûrs.
Les 2/3 des sièges changent avec un renversement entre le nombre de propriétaires et le nombre d'agriculteurs.

### Comparaison entre les élus de 1934 ou de 1937 et ceux de 1945
| Cantons               | Population | Conseiller général sortant              | Profession | Parti | Parti              | Conseiller général élu           | Profession                | Parti | Parti                   |
| --------------------- | ---------- | --------------------------------------- | --- | ----- | ------------------ | -------------------------------- | ------------------------- | ----- | ----------------------- |
| Ambrières             |            | Olivier Louis Pollet                    | propriétaire, membre de Commission du Conseil départemental en 1943                                                                                |       | URD                | Yves Branchereau                 | pharmacien                |       | MRP                     |
| Argentré              |            | François Brisard                        | entrepreneur en bâtiments, président de la Commission administrative départementale en 1941, membre de Commission du Conseil départemental en 1943 |       | URD                | François Brisard                 | entrepreneur en bâtiments |       | DVD                     |
| Bais                  |            | Joseph Palaud                           | médecin, membre du Conseil départemental en 1943                                                                                                   |       | URD                | Gustave Drou père                | agriculteur               |       | DVD                     |
| Bierné                |            | René Dubel                              | notaire, membre du Conseil départemental en 1943                                                                                                   |       | URD                | René Dubel                       | notaire                   |       | DVD                     |
| Chailland             |            | Constant Jouis                          | médecin, membre de Commission du Conseil départemental en 1943                                                                                     |       | Rad.               | Constant Jouis                   | médecin                   |       | Rad.                    |
| Château-Gontier       |            | Jacques Duboys-Fresney                  | propriétaire, membre du Conseil départemental en 1943                                                                                              |       | URD                | Georges Lefèvre                  | médecin                   |       | DVD                     |
| Cossé-le-Vivien       |            | Pierre-Clément Pichot                   | propriétaire, secrétaire du Conseil départemental en 1943                                                                                          |       | Républicain        | Auguste Guyon                    | agriculteur               |       | SE                      |
| Couptrain             |            | Jean Chaulin-Servinière                 | avocat, membre de la Commission administrative départementale en 1941, président du Conseil départemental en 1943                                  |       | Rad. Ind.          | Ernest Rallu                     | fabricant de galoches     |       | DVD                     |
| Craon                 |            | Ferdinand Le Pelletier (décédé en 1939) | propriétaire |       | Union républicaine | Dr Simon Faligant                | médecin                   |       | MRP                     |
| Ernée                 |            | Constant Martin                         | propriétaire, membre du Conseil départemental en 1943                                                                                              |       | Rad.               | Constant Martin                  | propriétaire              |       | Rad.                    |
| Évron                 |            | Charles Mille                           | agriculteur |       | Rad.               | Charles Mille                    | agriculteur               |       | Rad.                    |
| Grez-en-Bouère        |            | Charles Rousseau                        | huissier |       |                    | Hubert Le Motheux du Plessis     | propriétaire              |       | DVD                     |
| Gorron                |            | Andoche Le Ray, duc d'Abrantès          | propriétaire, membre du Conseil départemental en 1943                                                                                              |       | URD                | Andoche Le Ray, duc d'Abrantès   | propriétaire              |       | Républicain indépendant |
| Landivy               |            | Baron André Terrasson de Sénevas        | propriétaire, membre du Conseil départemental en 1943                                                                                              |       | URD                | Baron André Terrasson de Sénevas | propriétaire              |       | DVD                     |
| Canton de Lassay      |            | Édouard Lebert                          | épicier |       | Rép. de Gauche     | Fernand Boëda                    | médecin                   |       | DVD                     |
| Laval-Est             |            | Adolphe Beck                            | industriel, membre de la Commission administrative départementale en 1941, vice-président du Conseil départemental en 1943                         |       | Rép. de Gauche     | Pierre Elain                     | agent de maîtrise         |       | MRP                     |
| Canton de Laval-Ouest |            | Maurice Courcelle                       | publiciste |       | URD                | Francis Le Basser                | chirurgien                |       | Rad. Ind.               |
| Loiron                |            | Louis Tréton de Vaujuas-Langan          | propriétaire |       | URD                | Edmond Ramé                      | médecin                   |       | Rad.                    |
| Le Horps              |            | Edmond Leblanc                          | avocat, membre du Conseil départemental en 1943 |       | URD                | Rémi Thuault                     | agriculteur               |       | Républicain indépendant |
| Mayenne-Est           |            | Emmanuel Placé                          | vétérinaire, membre de Commission du Conseil départemental en 1943                                                                                 |       | Rép. de Gauche     | Jules Filoche                    | négociant                 |       | Rad.                    |
| Mayenne-Ouest         |            | Georges Denis                           | industriel, membre de la Commission administrative départementale en 1941, secrétaire du Conseil départemental en 1943                             |       | Rad. Ind.          | Bertrand Denis                   | industriel                |       | Républicain indépendant |
| Meslay-du-Maine       |            | Marc de Montalembert                    | propriétaire, membre de la Commission administrative départementale en 1941, vice-président du Conseil départemental en 1943                       |       | Conservateur       | Gustave Riveron                  | agriculteur               |       | UDSR                    |
| Montsûrs              |            | Léon Bouëssé                            | propriétaire |       | URD                | René Bailly                      | agriculteur               |       | Rad.                    |
| Pré-en-Pail           |            | Gustave Buat                            | négociant, membre du Conseil départemental en 1943                                                                                                 |       | Rad. Ind.          | Gustave Buat                     | négociant                 |       | Rad.                    |
| Saint-Aignan-sur-Roë  |            | Victor Jallot                           | médecin, membre du Conseil départemental en 1943                                                                                                   |       | URD                | Francis Ferré                    | agriculteur               |       | Rad.                    |
| Sainte-Suzanne        |            | Édouard Schmitt                         | propriétaire, membre du Conseil départemental en 1943                                                                                              |       | Rép. de Gauche     | Paul-Alexis Daguier              | assureur                  |       | Rad.                    |
| Villaines-la-Juhel    |            | Louis Barazer                           | médecin, membre du Conseil départemental en 1943                                                                                                   |       | Rad.               | François Pinçon                  | agriculteur               |       | MRP                     |

#### Études locales
- Georges Macé, Un département rural de l'Ouest : la Mayenne, Mayenne, J. Floch, 1982, 2 vol., 1011 p.
- Les pouvoirs à la Libération dans le département de la Mayenne. Archives départementales de la Mayenne, IHTP, mai 1989.
- Rémy Foucault, Maires et municipalités de la Mayenne (1935-1953). Annales de Bretagne et des pays de l'Ouest, 1996.
- Michel Dloussky, Le Conseil général de la Mayenne (1935-1953), Annales de Bretagne et des pays de l'Ouest. 1996